# Doratopsylla jii
Doratopsylla jii är en loppart som beskrevs av Xie Baoqi et Tian Jie 1991. Doratopsylla jii ingår i släktet Doratopsylla och familjen mullvadsloppor. Inga underarter finns listade i Catalogue of Life.